# Torres del Paine (gemeente)
Torres del Paine is een gemeente in de Chileense provincie Última Esperanza in de regio Magallanes y la Antártica Chilena. Torres del Paine telde 1.209 inwoners in 2017. In deze gemeente bevindt zich ook het wereldberoemde Nationaal park Torres del Paine.

## Galerij

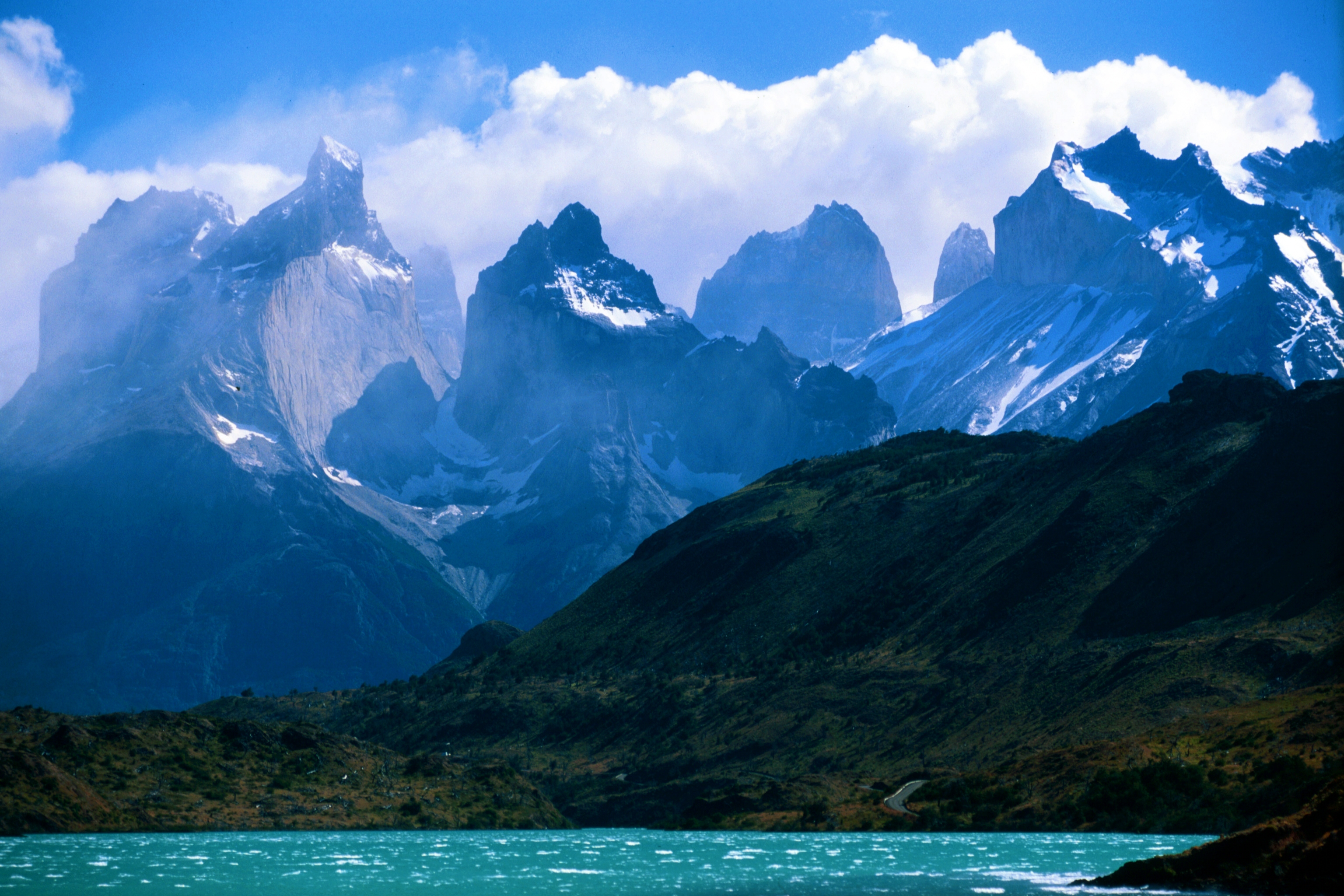
Nationaal park Torres Del Paine
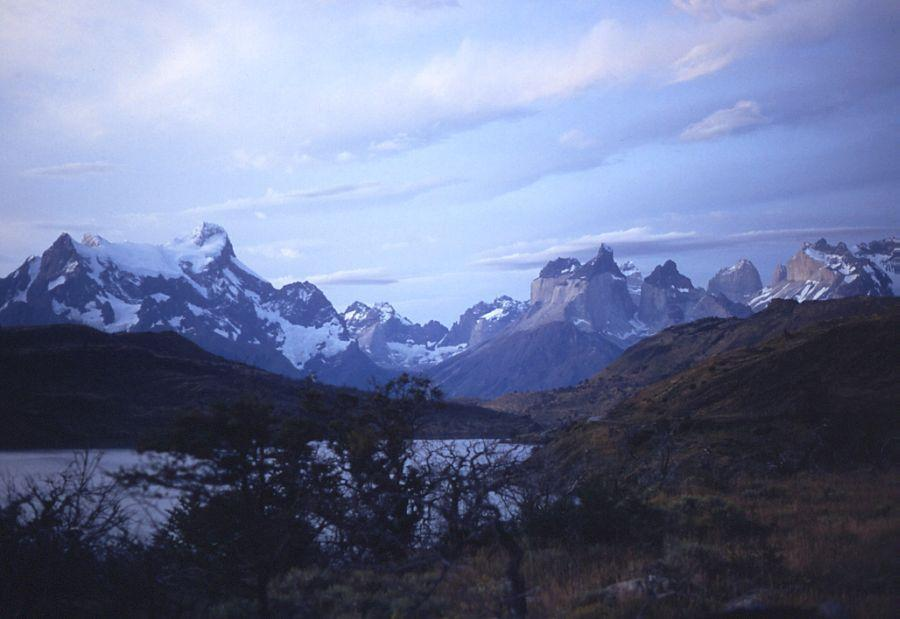
Nationaal park Torres Del Paine
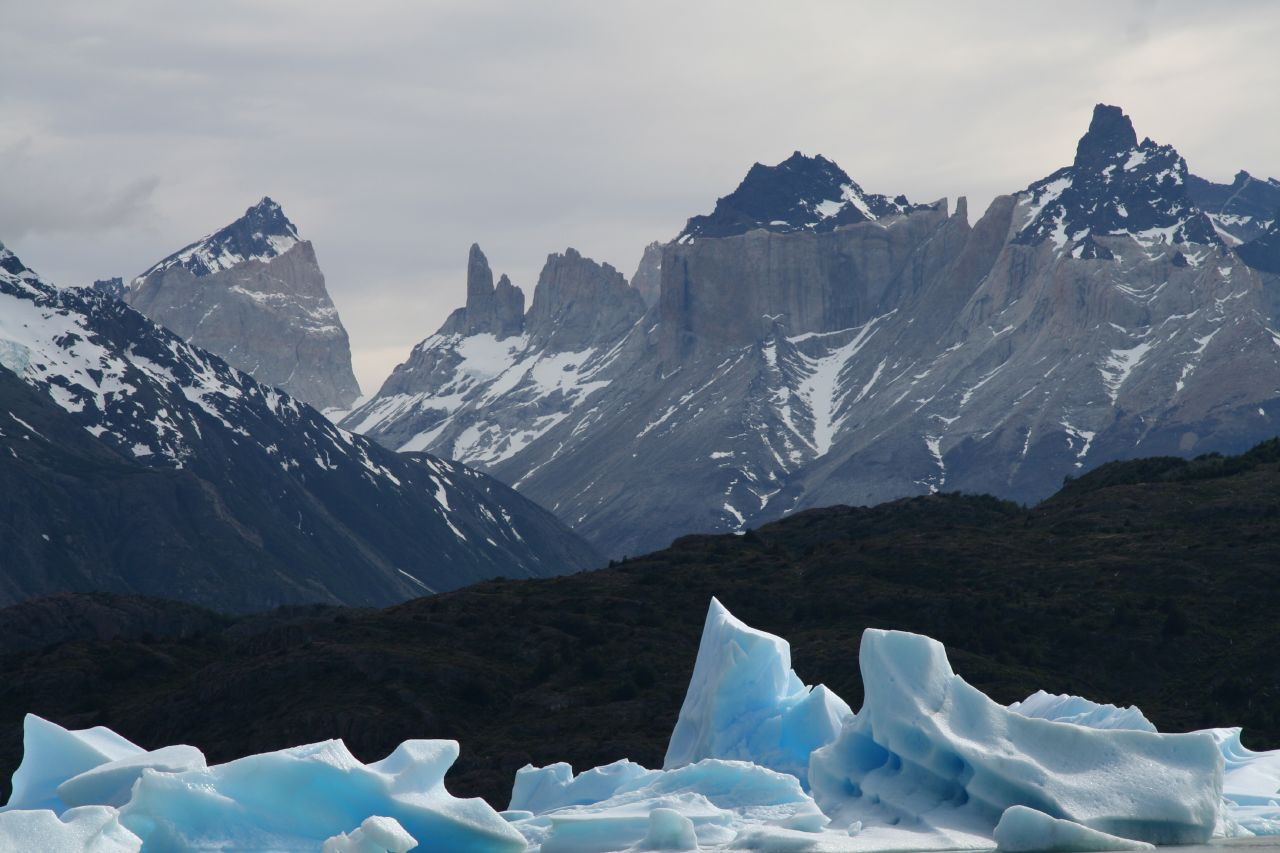
Lago Grey, Nationaal park Torres Del Paine